# A Dios le Pido
"A Dios le Pido" utwór stworzony i wykonywany przez kolumbijskiego muzyka Juanesa, pochodzący z drugiego albumu Un Día Normal. Produkcją singla zajął się Gustavo Santaolalla.
Utwór wydano w Hiszpanii i Ameryce Łacińskiej. Cztery lata później singiel wydano ponownie tuż po sukcesie "La Camisa Negra". "A Dios le Pido" spędził 47 tygodni na Hot Latin Tracks Billboard.
Piosenka wygrała nominację w kategorii Najlepsza Piosenka Rock podczas rozdania Latin Grammy Awards w 2002.
Utwór jest hymnem skierowanym do Boga, prosząc go o błogosławieństwo dla piosenkarza, jego dzieci i przyjaciół.

## Lista utworów
Mexican CD single (Universal/2002)
1. "A Dios le Pido" [Original Version] - 3:26
2. "A Dios le Pido" [Acoustic Version] - 3:28

Digital download (Surco/1 września 2003)
1. "A Dios le Pido" - 3:27
2. "A Dios le Pido" [Acoustic Version] - 3:30
3. "Fíjate Bien" [Original Version] - 4:50
4. "Nada" [Acoustic Version] - 3:55

EU CD single (Surco/8 września 2003)
1. "A Dios le Pido" [Original Version] - 3:26
2. "A Dios le Pido" [Acoustic Version] - 3:28

French CD single (Universal/3 kwietnia 2006)
1. "A Dios le Pido" - 3:25
2. "La Camisa Negra" - 3:34

EU CD single (Universal/7 kwietnia 2006)
1. "A Dios le Pido" [Album Version] - 3:25
2. "A Dios le Pido" [Full Phatt Remix] - 3:40

EU maxi single (Universal/7 kwietnia 2006)
1. "A Dios le Pido" [Album Version] - 3:25
2. "A Dios le Pido" [Full Phatt Remix] - 3:40
3. "Un Día Normal" [Album Version] - 3:53